# Лесная (Брестская область)
Лесна́я (бел. Лясная) — агрогородок в Барановичском районе Брестской области Беларуси. Административный центр Леснянского сельсовета. Население — 1281 человек (2019). Железнодорожная станция Лесная.

## География
Лесная находится в 25 км к юго-западу от центра города Барановичи. Местность принадлежит к бассейну Немана, в 5 км от села протекает небольшая речка Деревянка, впадающая в реку Лохозва (приток Щары).

### Уличная сеть
Улицы: Брестская, Акимова, 17 сентября, Комсомольская, Голубка, Гагарина, Вильчковского, Прусевича, Адама Мицкевича, Грицевца, 60 лет октября, Подлесная, Колхозная, Юбилейная, Фабричная, Космонавтов, Железнодорожная.

## Транспорт
В километре от агрогородка проходит автомагистраль М1, с которой Лесную связывает местная дорога. Ещё одна дорога ведёт из Лесной в деревню Миловиды. Через село проходит ж/д линия Минск — Барановичи — Брест, есть ж/д станция.

## История
Село создано в 1880-х годах, как посёлок при железнодорожной станции. Входил посёлок в состав Новомышской волости Новогрудского уезда Минской губернии.
Согласно Рижскому мирному договору (1921) Лесная вошла в состав межвоенной Польши, принадлежало Барановичскому повету Новогрудского воеводства. С 1939 года деревня в составе БССР. С 12 октября 1940 года — центр сельсовета в Новомышском районе, с 8 апреля 1957 года в Барановичском районе Барановичской, с 8 января 1954 года Брестской областей.
В Великую Отечественную войну с конца июня 1941 года до июля 1944 года оккупирована немецко-фашистскими захватчиками. В сентябре 1941 года гитлеровцы создали здесь лагерь № 337 для советских военнопленных, в котором за годы оккупации было уничтожено 88,5 тысяч человек (см. be:Ляснянскі лагер смерці). В сражении около деревни 8 июля 1944 года отметился Герой Советского Союза Михаил Акимов.
В 1986 году при местной школе был открыт музей местного уроженца — литератора В. И. Голубка.

## Население
| Численность населения (по переписи) | Численность населения (по переписи) | Численность населения (по переписи) | Численность населения (по переписи) | Численность населения (по переписи) | Численность населения (по переписи) | Численность населения (по переписи) | Численность населения (по переписи) |
| 1897                                | 1909                                | 1921                                | 1939                                | 1959                                | 1999                                | 2009                                | 2019                                |
| ----------------------------------- | ----------------------------------- | ----------------------------------- | ----------------------------------- | ----------------------------------- | ----------------------------------- | ----------------------------------- | ----------------------------------- |
| 18                                  | ↗50                                 | ↗167                                | ↗565                                | ↗1213                               | ↗1858                               | ↘1645                               | ↘1281                               |

## Инфраструктура
- Дом культуры — улица 17 Сентября, 42[1].
- Леснянская средняя школа — улица Юбилейная, 4[1].
- Магазин «Евроопт» — улица 17 Сентября, 22Б[1].
- Аптека — улица Юбилейная, 2[1].

## Культура
- Дом культуры
- Музей ГУО «Леснянская средняя школа Барановичского района». Музей местного уроженца — литератора В. И. Голубка.

## Достопримечательности
- Церковь Казанской иконы Богоматери (вторая половина XX века). — улица Акимова, 27[1].
- Костёл Пресвятой Девы Марии Ангельской (после 1990 года). — улица 17 Сентября, 1А[1].
- Железнодорожная станция (1925 год).
- На здании школы в 1988 году установлена мемориальная доска в память народного артиста БССР и писателя В. И. Голубка (1882—1942), который родился в дер. Лесная.
- Братская могила советских воинов и жертв фашизма[5]. 2411 советским воинам, мирным жителям и партизанам, расстрелянным в годы Великой Отечественной войны (56 известны и 2355 неизвестны)[1].
- Братская могила. 60 мирным жителям, расстрелянным в начале Великой Отечественной войны (все неизвестны)[1]на юго-западной окраине деревни.
- Скульптура воина на братской могиле 47 советских воинов и 50 военнопленных, которые погибли в боях и затерянное в Лесном лагере смерти в Великую Отечественную войну (1958), около железнодорожной станции.
- Памятник В. И. Ленину.
- Мемориальная доска в честь М. П. Акимова.